# 馬爾科姆二世
肯尼思之子马尔科姆（中世纪盖尔语：Máel Coluim mac Cináeda；现代盖尔语：Maol Chaluim mac Choinnich，在现代英语化国王列表中被称为马尔科姆二世；954年10月5日—1034年11月25日）是自1005年起至1034年去世时止在位的苏格兰国王。他是肯尼思二世的儿子；《貝爾尚預言》中说他的母亲是莱恩斯特人，还以绰号称他为破坏者马尔科姆（Máel Coluim Forranach）。
《愛爾蘭人的編年史》中记载了马尔科姆是苏格兰至高王（ard rí Alban）及其逝世。马尔科姆和爱尔兰至尊王布赖恩·博鲁一样，不是爱尔兰唯一的国王。马尔科姆是当时在现代苏格兰地理范围内的数个国王之一；他在今苏格兰范围内的对立国王包括统治着西南大部分领土的斯特拉斯克萊德國王，统治着赫布里底群岛西海岸的数位北歐-蓋爾人国王以及他的最近而最危险的对手莫瑞省督。而在南部的前身为諾森布里亞國王并曾统治过苏格兰最南部的伯尼西亚和诺森布里亚伯爵的英格兰王国，仍旧控制着其东南大部分地区。

## 早年生涯
马尔科姆二世是苏格兰国王肯尼思二世所生，是苏格兰国王马尔科姆一世之孙。997年，君士坦丁三世遇刺身亡，人们认为他死于肯尼思二世之手。因为没有已知的确切史料证实肯尼思二世在那时仍在人世（肯尼思二世于995年逝世），所以该“肯尼思二世”被认为是对君士坦丁的继任者肯尼思三世或是肯尼思二世之子马尔科姆本人的一个误称。无论马尔科姆杀死君士坦丁与否，但毋庸质疑的是，1005年，他在斯特拉森蒙齊維爾战役中杀死了君士坦丁的继任者肯尼思三世。
富爾頓的約翰写道，马尔科姆“在加冕后的第一天”便击败了一支挪威人军队，但其他史料未报告此事。富尔顿说，莫特拉克轄區（后迁至阿伯丁）得以建立，多亏了战胜挪威人。